# Arch Linux ARM
Arch Linux ARM est une version d'Arch Linux dédiée à l'architecture ARM. Il s'agit d'un branchement effectué parce que la branche principale ne supportait que l'architecture x86 et AMD64.
Elle supporte des plateformes de très faible puissance de calcul en ARMv5 telles que le Pogoplug ou ARMv6 telle que le Raspberry Pi, mais également des plateformes avec des processeurs plus récents, ARMv7 de première génération ARM Cortex-A8 (BeagleBoard, Cubieboard), de seconde génération ARM Cortex-A9 (Odroid-X, PandaBoard, TrimeSlice) ou de dernière génération ARM Cortex-A7 ou ARM Cortex-A15 (Cubieboard2, Samsung Chromebook (Series 3), UDROID-X2…).
Elle supporte les plates-formes suivantes :
- ARMv5 : Guruplug, OLinuXino, OpenRD, Pogoplug, Pogoplug v2, Seagate DockStar, Seagate GoFlex Home, Seagate GoFlex Net, SheevaPlug, TonidoPlug, TonidoPlug 2, ZyXEL NSA320, ZyXEL NSA325
- ARMv6 : Pogoplug v3/Oxnas (EOL), Raspberry Pi
- ARMv7 : Banana Pi, BeagleBoard, BeagleBoard-xM, BeagleBone, BeagleBone Black, Cubieboard, Cubieboard2, CuBox, CuBox-i, D3Plug, Gumstix Overo, Hackberry, IGEP v2, Mele A100, Mirabox, Nitrogen6X, Odroid-U2, Odroid-U3, Odroid-X, Odroid-X2, Odroid-XU, Odroid-XU Lite, PandaBoard, pcDuino, Raspberry Pi 2, Samsung Chromebook (Series 3), Samsung Chromebook 2, SMILE Plug, TrimSlice, UDOO, Utilite, Wandboard, ZedBoard